# Flammerécourt
Flammerécourt település Franciaországban, Haute-Marne megyében. Lakosainak száma 71 fő (2022. január 1.). Flammerécourt Blécourt, Brachay, Charmes-en-l’Angle, Gudmont-Villiers, Leschères-sur-le-Blaiseron és Rouvroy-sur-Marne községekkel határos.

## Népesség
A település népességének változása:
| Lakosok száma | 83   | 70   | 64   | 72   | 71   | 68   | 69   | 69   | 69   | 71   |
|               | 1968 | 1982 | 1990 | 2006 | 2013 | 2015 | 2017 | 2019 | 2020 | 2022 |